# 罗伯特·卡巴斯
罗伯特·卡巴斯（英語：Robert Kabbas，1955年3月15日—），澳大利亚男子举重运动员。他曾代表澳大利亚参加1976年、1980年和1984年夏季奥林匹克运动会举重比赛，获得一枚银牌。